# مسكين
المسكين مأخوذ من السكون وعدم الحركة، ويطلق على صاحب الحاجة، الذي ليس له من المال إلا اليسير الذي لا يسد حاجته.
وعرفه النووي بأنه هو الذي يملك ما يقع موقعا من كفايته ولا يكفيه، بأن احتاج إلى عشرة وعنده سبعة أو ثمانية، وفي معناه من يقدر على كسب ما يقع موقعا، ولا يكفي، وسواء كان ما يملكه من المال نصابا أو أقل أو أكثر ولا يعتبر في المسكين السؤال، قطع به أكثر الأصحاب، ومنهم من نقل عن القديم اعتباره.

## الفرق بين الفقير والمسكين
يشترك الفقير والمسكين، في أن كلاهما صاحب حاجة للمال، قال الطبري: «"المسكنة" مصدر "المسكين" يقال: "ما فيهم أسكن من فلان وما كان مسكينا ولقد تمسكن مسكنة، ومن العرب من يقول: "تمسكن تمسكنا"، والمسكنة في هذا الموضع مسكنة الفاقة والحاجة، وهي خشوعها وذلها».
قال ابن منظور: عن الأصمعي أنه قال: «المسكين أحسن حالا من الفقير، وإليه ذهب أحمد بن عبيد، قال: وهو القول الصحيح عندنا لأن الله تعالى قال: أما السفينة فكانت لمساكين، فأخبر أنهم مساكين وأن لهم سفينة تساوي جملة ، وقال : للفقراء الذين أحصروا في سبيل الله لا يستطيعون ضربا في الأرض يحسبهم الجاهل أغنياء من التعفف تعرفهم بسيماهم لا يسألون الناس إلحافا فهذه الحال التي أخبر بها عن الفقراء هي دون الحال التي أخبر بها عن المساكين.
قال ابن بري: وإلى هذا القول ذهب علي بن حمزة الأصبهاني اللغوي، ويرى أنه الصواب وما سواه خطأ، واستدل على ذلك بقوله: مسكينا ذا متربة فأكد عز وجل سوء حاله بصفة الفقير لأن المتربة الفقر، ولا يؤكد الشيء إلا بما هو أوكد منه ، واستدل على ذلك بقوله عز وجل: أما السفينة فكانت لمساكين يعملون في البحر، فأثبت أن لهم سفينة يعملون عليها في البحر».

## الفقراء والمساكين
الفقراء والمساكين صنفان من الأصناف الثمانية، الذين تدفع إليهم الزكاة وكلاهما يأخذ لحاجته إلى مؤنة نفسه والفقراء أشد حاجة لأن الله تعالى بدأ بهم والعرب إنما تبدأ بالأهم فالأهم ولأن الله تعالى قال: ﴿أما السفينة فكانت لمساكين يعملون في البحر﴾، فأخبر أن لهم سفينة يعملون بها ولأن النبي صلى الله عليه وسلم استعاذ من الفقر وقال: «اللهم أحيني مسكينا وأمتني مسكينا واحشرني في زمرة المساكين». رواه الترمذي فدل على أن الفقراء أشد فالفقير من ليس له ما يقع موقعا من كفايته من مكسب ولا غيره والمسكين الذي له ذلك فيعطى كل واحد منهما ما تتم به كفايته.

## الفقير
الفقير وهو الذي لا مال له ولا كسب، يقع موقعا من حاجته، فالذي لا يقع موقعا، كمن يحتاج عشرة ولا يملك إلا درهمين أو ثلاثة، فلا يسلبه ذلك اسم الفقير.
قال ابن كثير في تفسير قول الله تعالى: ﴿إنما الصدقات للفقراء والمساكين..﴾
«وإنما قدم الفقراء هاهنا لأنهم أحوج من البقية على المشهور لشدة فاقتهم وحاجتهم وعند أبي حنيفة أن المسكين أسوأ حالا من الفقير، وهو كما قال قال ابن جرير: حدثني يعقوب، حدثنا ابن علية أنبأنا ابن عون عن محمد قال: قال عمر رضي الله عنه: الفقير ليس بالذي لا مال له، ولكن الفقير الأخلق الكسب. قال ابن علية: الأخلق المحارف عندنا.
والجمهور على خلافه. وروي عن ابن عباس، ومجاهد، والحسن البصري وابن زيد، واختار ابن جرير وغير واحد أن الفقير: هو المتعفف الذي لا يسأل الناس شيئا، والمسكين: هو الذي يسأل ويطوف ويتبع الناس.
وقال قتادة: الفقير: من به زمانة، والمسكين: الصحيح الجسم. 
وقال الثوري، عن منصور عن إبراهيم: هم فقراء المهاجرين قال سفيان الثوري: يعني ولا يعطى الأعراب منها شيئا».